# Christoph Cornelißen
Christoph Cornelißen (* 7. November 1958 in Kempen) ist ein deutscher Historiker. Er bekleidete Lehrstühle für Neuere und Neueste Geschichte an der Christian-Albrechts-Universität zu Kiel (2003–2011) und für Neuere Geschichte an der Heinrich-Heine-Universität Düsseldorf (2011–2012). Seit April 2012 lehrt er als ordentlicher Professor für Neueste Geschichte an der Universität Frankfurt am Main.

## Leben und Wirken
Christoph Cornelißen studierte von 1978 bis 1985 die Fächer Geschichte und Anglistik an der Universität Düsseldorf und an der University of Stirling. 1986 legte er das Erste Staatsexamen in den Fächern Anglistik und Geschichte ab. Von 1986 bis 1991 war er Wissenschaftlicher Mitarbeiter an der Universität des Saarlandes. Im Jahr 1991 wurde er an der Universität Düsseldorf mit der Arbeit Die Rolle der höheren englischen Beamtenschaft beim Aufbau des britischen Wohlfahrtsstaates 1893–1919 promoviert. Von 1992 bis 1997 war Cornelißen als Wissenschaftlicher Mitarbeiter an der Universität Düsseldorf tätig. Als Gastprofessor war er von 1999 bis 2003 am Institut für Internationale Studien der Karls-Universität Prag tätig. Im Jahr 2000 erfolgte mit der Untersuchung Gerhard Ritter. Geschichtswissenschaft und Politik im 20. Jahrhundert die Habilitation. Eine Lehrstuhlvertretung an der Universität Düsseldorf folgte im Jahr 2001. Von 2003 bis 2011 lehrte er als Professor für Neuere und Neueste Geschichte an der Universität Kiel. Im Wintersemester 2011/2012 war er Professor für Neuere Geschichte an der Universität Düsseldorf, seit dem 1. April 2012 ist er Professor für Neueste Geschichte an der Universität Frankfurt, wo er von Oktober 2017 bis September 2019 als Dekan des Fachbereichs 8 tätig war. 2020 veröffentlichte er in der Reihe Neue Fischer Weltgeschichte den siebten Band zu Europa im 20. Jahrhundert.
Von 2017 bis 2023 war er Direktor des Istituto storico italo-germanico in Trient. Von 2005 bis 2017 war er Projektleiter der Jahresberichte für deutsche Geschichte; seit 2010 ist er Mitherausgeber der Zeitschrift Geschichte in Wissenschaft und Unterricht sowie seit 2017 der Annali dell'Istituto storico italo-germanico in Trento / Jahrbuch des italienisch-deutschen Instituts in Trient. Cornelißen ist seit 2005 Mitglied der Deutsch-Tschechischen und der Deutsch-Slowakischen Historikerkommission und war von 2012 bis 2017 deren Vorsitzender in der deutschen Sektion. Von 2011 bis 2017 war er Mitglied im Senat und Hauptausschuss der DFG. Momentan ist er Mitglied im Wissenschaftlichen Beirat der Heidelberger Stiftung Reichspräsident-Friedrich-Ebert-Gedenkstätte, der Historischen Kommission für Nassau und der Frankfurter Historischen Kommission. Von 2021 an ist er Mitglied im Beirat des Deutschen Historischen Instituts in Rom.
Seine Forschungsschwerpunkte sind die Geschichte Westeuropas im 19. und 20. Jahrhundert, die Historiographiegeschichte, die Geschichte der Erinnerungskulturen sowie Methoden- und Theoriefragen der Geschichtsschreibung.
Cornelißen ist verheiratet und Vater eines Kindes.

## Schriften (Auswahl)
Ein vollständiges Schriftenverzeichnis befindet sich auf der Homepage der Universität Frankfurt.
Monografien
- Europe in the Long Twentieth Century: A Transnational History. Translated by Jessica Spengler. Oxford University Press, Oxford 2024, ISBN 978-0-19-287142-8.
- Europa im 20. Jahrhundert (= Neue Fischer Weltgeschichte. Bd. 7). Fischer Verlag, Frankfurt am Main 2020, ISBN 978-3-10-010827-2.
- Gerhard Ritter. Geschichtswissenschaft und Politik im 20. Jahrhundert (= Schriften des Bundesarchivs. Bd. 58). Droste, Düsseldorf 2001, ISBN 3-7700-1612-2.
- mit Stefan Fisch, Annette Maas: Grenzstadt Straßburg. Stadtplanung, kommunale Wohnungspolitik und Öffentlichkeit 1870–1940 (= Saarbrücker Studien zur interkulturellen Kommunikation. Bd. 2). Röhrig Universitätsverlag, St. Ingbert 1997, ISBN 3-86110-133-5.
- Das „Innere Kabinett“. Die höhere Beamtenschaft und der Aufbau des Wohlfahrtsstaates in Großbritannien 1893–1919 (= Historische Studien. Bd. 446). Matthiesen, Husum 1996, ISBN 3-7868-1444-9 (Zugleich: Düsseldorf, Universität, Dissertation, 1991–1992).

Herausgeberschaften
- mit Sybille Steinbacher: Frankfurt am Main und der Nationalsozialismus. Herrschaft und Repression, Wirtschaft und Gesellschaft, Kultur und Gedächtnis. Wallstein, Göttingen 2024, ISBN  978-3-8353-5587-3.
- mit Arnd Weinrich: Writing the Great War. The Historiography of World War I from 1918 to the Present. Berghahn, New York 2021, ISBN 978-1-78920-454-4.
- mit Maurizio Cau: I media nei processi elettorali. Modelli ed esperienze tra età moderna e contemporanea (= Annali dell'Istituto Storico Italo-Germanico in Trento. Bd. 106). Il Mulino, Bologna 2020, ISBN 978-88-15-28718-2.
- mit Dirk van Laak: Weimar und die Welt. Globale Verflechtungen der ersten deutschen Republik. Vandenhoeck & Ruprecht, Göttingen 2020, ISBN 978-3-525-35695-1.
- mit Stefan Berger: Marxist Historical Cultures and Social Movements during the Cold War. Case studies from Germany, Italy and other Western European states. Palgrave Macmillan, Cham 2019, ISBN 978-3-030-03803-8.
- mit Paolo Pezzino: Historikerkommissionen und historische Konfliktbewältigung. De Gruyter, München 2018, ISBN 978-3-11-053908-0.
- mit Carsten Mish: Wissenschaft an der Grenze. Die Universität Kiel im Nationalsozialismus (= Mitteilungen der Gesellschaft für Kieler Stadtgeschichte. Bd. 86). Klartext, Essen 2009, ISBN 978-3-8375-0240-4.
- mit Robert Bohn, Karl Christian Lammers: Vergangenheitspolitik und Erinnerungskulturen im Schatten des Zweiten Weltkriegs. Deutschland und Skandinavien seit 1945. Klartext, Essen 2009, ISBN 978-3-89861-988-2.
- Diktatur – Krieg – Vertreibung. Erinnerungskulturen in Tschechien, der Slowakei und Deutschland seit 1945. Klartext, Essen 2005, ISBN 3-89861-430-1.
- mit Lutz Klinkhammer, Wolfgang Schwentker: Erinnerungskulturen. Deutschland, Italien und Japan seit 1945. Fischer, Frankfurt am Main 2003, ISBN 3-596-15219-4.
- Geschichtswissenschaften. Eine Einführung. Fischer, Frankfurt am Main 2000, ISBN 3-596-14566-X.
- mit Holger Afflerbach: Sieger und Besiegte. Materielle und ideelle Neuorientierungen nach 1945 (= Kultur und Erkenntnis. Schriften der Philosophischen Fakultät der Universität Düsseldorf. Bd. 16). Francke, Tübingen 1997, ISBN 3-7720-2407-6.